# الیوت ارویت

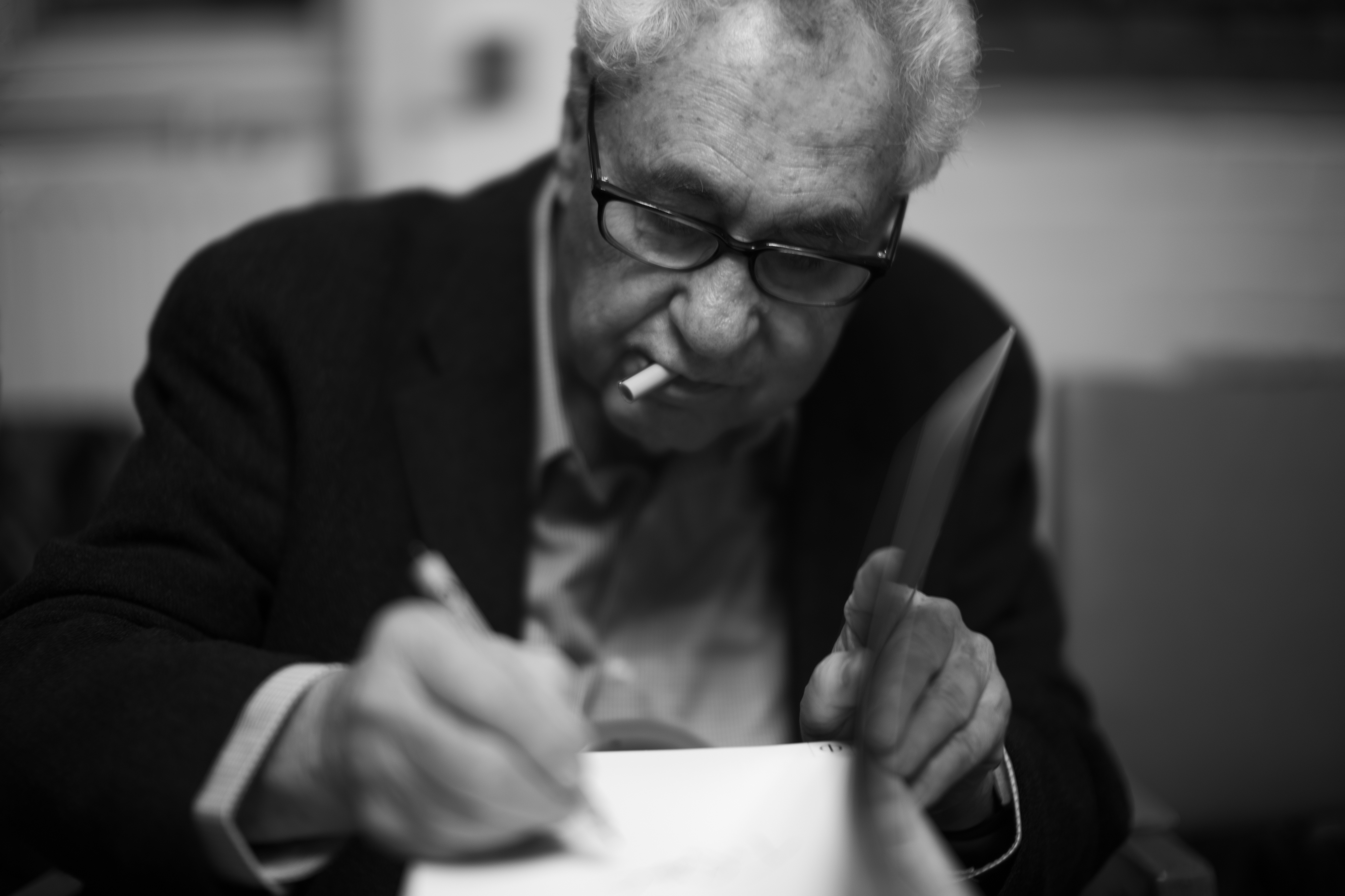
نگاره‌ای از الیوت ارویت، عکاس فرانسوی - ۲۰۱۲

الیوت ارویت (به انگلیسی: Elliott Erwitt) عکاس اهل فرانسه است که در سال ۱۹۲۸ از پدر و مادری روس در پاریس به دنیا آمد. ۱۰ سال اول زندگی خود را در میلان ایتالیا گذراند و دوباره به پاریس بازگشت. در سال ۱۹۳۹ در پی مهاجرت والدین‌اش به ایالات متحده آمریکا رفت و در سال ۱۹۴۷ تبعهٔ امریکا شد. او در لوس‌آنجلس عکاسی خواند و قبل از اینکه در نیویورک به تحصیل در رشتهٔ فیلم‌سازی مشغول شود به عنوان دستیار عکاس در ارتش آمریکا کار کرد.
در سال۱۹۵۰ با رابرت کاپا و ادوارد جین استایکن ملاقات کرد. او همچنین همراه روی استرایکر در پروژهٔ عکاسی‌ای به نام Standard Oil شرکت کرد.
همچنین الیوت ارویت برای چند مجله از جمله Life و Collier به‌صورت آزاد عکاسی می‌کرد و بعضی از عکس‌هایش در نمایشگاه بزرگ استایکن با عنوان The family of man به نمایش در آمد.
الیوت ارویت در سال ۱۹۵۳ به دعوت رابرت کاپا همکاری خود را با گروه مگنوم شروع کرد و گزارش‌هایی تصویری از اروپا وامریکا برای این آژانس تهیه کرد تا این که در سال ۱۹۶۸ برای سه دوره نمایندهٔ مگنوم در نیویورک شد.
چند سال بعد از آن تعدادی از عکاسان مگنوم چند کار تجاری و تبلیغاتی انجام دادند که سبب شد ارویت استعدادش را در زمینه فیلم‌سازی نشان دهد. او دههٔ ۷۰ را به تولید و ساخت تعدادی فیلم بلند، مستند و آگهی تجاری گذراند. از فیلم‌های او می‌توان به مستندهای Beauty Knows No Pain -1971- و Red, White And Blue Grass -1973- اشاره کرد.
ارویت استعداد درخشانی در شکار صحنه‌های جذاب دارد و شوخ‌طبعی‌اش را می‌توان در اغلب عکس‌هایش دید. از وی تعدادی کتاب منتشر شده که از آن میان می‌توان به مجموعه‌ای از عکس‌هایش از سگ‌ها و همچنین عکس‌هایی که در ساحل گرفته اشاره کرد.